# Episodi di Atlanta (seconda stagione)
La seconda stagione della serie televisiva Atlanta, conosciuta anche come Atlanta: Robbin' Season e composta da 11 episodi, è stata trasmessa negli Stati Uniti, da FX, dal 1º marzo al 10 maggio 2018.
In Italia la stagione viene trasmessa su Fox dal 17 maggio al 14 giugno 2018.
| n° | Titolo originale    | Titolo italiano       | Prima TV USA   | Prima TV Italia |
| -- | ------------------- | --------------------- | -------------- | --------------- |
| 1  | Alligator Man       | L'uomo alligatore     | 1º marzo 2018  | 17 maggio 2018  |
| 2  | Sportin' Waves      | Sportin' Waves        | 8 marzo 2018   | 17 maggio 2018  |
| 3  | Money Bag Shawty    | Per cento bigliettoni | 15 marzo 2018  | 24 maggio 2018  |
| 4  | Helen               | Il viaggio di Helen   | 22 marzo 2018  | 24 maggio 2018  |
| 5  | Barbershop          | Il Barbiere           | 29 marzo 2018  | 31 maggio 2018  |
| 6  | Teddy Perkins       | Teddy Perkins         | 5 aprile 2018  | 31 maggio 2018  |
| 7  | Champagne Papi      | La festa              | 12 aprile 2018 | 7 giugno 2018   |
| 8  | Woods               | Il bosco              | 19 aprile 2018 | 7 giugno 2018   |
| 9  | North of the Border | A Nord del confine    | 26 aprile 2018 | 14 giugno 2018  |
| 10 | FUBU                | FUBU                  | 3 maggio 2018  | 14 giugno 2018  |
| 11 | Crabs in a Barrel   | Granchi in un barile  | 10 maggio 2018 | 14 giugno 2018  |

## L'uomo alligatore
- Titolo originale: Alligator Man
- Diretto da: Hiro Murai
- Scritto da: Donald Glover

### Trama
L'episodio si apre con una rapina di una signora Winner. Più tardi, prima di Natale, Earn viene "sfrattato" dal suo spazio di deposito. Quindi visita Alfred (che è agli arresti domiciliari) e Darius (che è reciprocamente in contrasto con Alfred). Dopo aver recensito i termini della sua libertà vigilata, Earn e Darius visitano Willie, lo zio di Earn e il padre di Alfred, per disinnescare un disturbo domestico. Willie è antagonista anche quando arriva la polizia, ma alla fine ribolle e fugge dalla casa dopo aver parlato con Earn, ma non prima di aver fatto guadagnare una pistola placcata in oro. Earn e Darius ritornano quindi a casa di Alfred, ma Earn sceglie di non chiedere di stare con loro dopo che Tracy, uno degli amici di Alfred e ex detenuto, viene a stare da Alfred prima di lui, rendendolo ufficialmente senza casa.
- Canzone iniziale: "Did It Again" di Jay Critch e Rich the Kid
- Canzone finale: "When Seasons Change" di Curtis Mayfield

## Sportin' Waves
- Titolo originale: Sportin' Waves
- Diretto da: Hiro Murai
- Scritto da: Stephen Glover

### Trama
Dopo che Alfred è stato derubato dal suo spacciatore di vecchia data e lui e Earn tornano da un incontro fallito da una start-up che ha coinvolto l'incontro col rapper Clark County. Darius regala a Earn la sua metà dall'operazione dell'allevamento del cane, che Tracy trasforma in una carta regalo da 8.000 dollari. Mentre Alfred e Darius cercano di trovare un nuovo spacciatore, Earn e Tracy si dirigono al centro commerciale per fare shopping; tuttavia, Tracy finisce per abbandonare Earn per dirigersi a un colloquio di lavoro dopo aver rubato diverse paia di scarpe e la carta viene chiusa una volta che il centro commerciale inizia a cogliere la frode. Al colloquio, a Tracy viene negato il lavoro, con grande rabbia da parte sua.
- Canzone iniziale: "All There" di Jeezy
- Canzone finale: "Paper Boi" (versione acustica di Bryce Hitchcock)

## Per cento bigliettoni
- Titolo originale: Money Bag Shawty
- Diretto da: Hiro Murai
- Scritto da: Stephen Glover

### Trama
Oltre a guadagnare l'attenzione dei social media, il nuovo singolo di Paper Boi diventa disco d'oro, così Earn decide di portare Van fuori per una serata in città per festeggiare. Nel frattempo, Alfred e Darius visitano la contea di Clark nello studio per registrare i versi degli ospiti, ma gli viene chiesto di lasciare lo studio quando l'ingegnere dell'audio ha difficoltà tecniche con il suo software. La serata di Earn e Van è segnata da tre incidenti razzisti, così Earn sceglie di andare in uno strip club con Van, Alfred, Darius e Tracy; lo strip club finisce per bruciare più denaro di quanto Earn intendesse, lasciandolo frustrato. Dopo qualche rassicurazione da parte di Alfred, Earn cerca di salvare la notte e il suo orgoglio correndo contro Michael Vick (che interpreta se stesso) nel parcheggio del club, ma finisce per perdere la corsa.
- Canzone iniziale: "MF'N Right" di 2 Chainz
- Canzone finale: "Marsupial Superstars" di SahBabii

## Il viaggio di Helen
- Titolo originale: Helen
- Diretto da: Amy Seimetz
- Scritto da: Taofik Kolade

### Trama
Earn e Van, fanno un viaggio a Helen, in Georgia per una celebrazione del Fastnacht, ma l'apatia e il dispiacere di Earn per i festeggiamenti e la frustrazione di Van sul suo atteggiamento si rovesciano in una discussione piena di parolacce sulla loro relazione. Verso la fine della serata, Earn e Van decidono di sistemare le loro divergenze su una partita di ping pong con una vittoria per Van, il che significa che i due essenzialmente si dividono.
- Canzone iniziale: "At Sea Again" di Slime
- Canzone finale: "My Angel" (cover di Harry Belafonte)

## Il Barbiere
- Titolo originale: Barbershop
- Diretto da: Donald Glover
- Scritto da: Stefani Robinson

### Trama
Paper Boi deve tagliarsi i capelli. Tuttavia rimarrà invischiato nei traffici del suo barbiere, passando un assurdo pomeriggio in sua compagnia, con continui contrattempi che rischiano di far finire in carcere il rapper in libertà vigilata.
Alla fine riuscirà a farsi tagliare i capelli per poi cambiare il barbiere la volta successiva.
- Colonna sonora: Flying Lotus e Thundercat

## Teddy Perkins
- Titolo originale: Teddy Perkins
- Diretto da: Hiro Murai
- Scritto da: Donald Glover

## La festa
- Titolo originale: Champagne Papi
- Diretto da: Amy Seimetz
- Scritto da: Ibra Ake

## Il bosco
- Titolo originale: Woods
- Diretto da: Hiro Murai
- Scritto da: Stefani Robinson

## A Nord del confine
- Titolo originale: North of the Border
- Diretto da: Hiro Murai
- Scritto da: Jamal Olori

## FUBU
- Titolo originale: FUBU
- Diretto da: Donald Glover
- Scritto da: Stephen Glover

## Granchi in un barile
- Titolo originale: Crabs in a Barrel
- Diretto da: Hiro Murai
- Scritto da: Stephen Glover